# Paragem de Pipa
A Paragem de Pipa foi uma interface do Ramal de Moura, que servia a zona do Monte da Pipa, no Município de Serpa, em Portugal.

## História
Esta interface situava-se no lanço do Ramal de Moura entre Pias e Moura, que entrou ao serviço em 27 de Dezembro de 1902.
O Ramal de Moura foi encerrado pela empresa Caminhos de Ferro Portugueses em 2 de Janeiro de 1990.
Em 2021, estava planeada a instalação de uma ecopista no lanço entre os PK 203+975 e o PK 212+582 do ramal.